# Insel-Kletternatter
Die Insel-Kletternatter oder Japanische Kletternatter (Elaphe climacophora, japanisch アオダイショウ Aodaishō) ist eine Schlangenart aus der Gattung der Kletternattern, die in Japan verbreitet ist. Im englischen Sprachraum wird die Art als Japanese rat snake bezeichnet. Die Art ist teilweise baumbewohnend und ernährt sich hauptsächlich von Vögeln, deren Eiern und kleinen Säugetieren. In der Stadt Iwakuni gibt es seit der Edo-Zeit eine Population von weißen Insel-Kletternattern, die als Botschafter der Götter und Glücksbringer verehrt und geschützt werden.

## Merkmale und Lebensweise
Insel-Kletternattern haben im Allgemeinen eine Länge von 150–160 cm, können aber auch bis zu 2 Meter erreichen. Sie sind damit eine der größten Arten auf den japanischen Hauptinseln.
Die Insel-Kletternatter wird im Japanischen als „große grünblaue Schlange“ (Aodaishō) bezeichnet. Die tatsächliche Farbe ist mattgrün oder oliv mit dunkelbraunen vertikalen Streifen, aber einige Individuen können auch grünbläulich aussehen. Der Kopf ist leicht eckig und hinter den Augen befinden sich schwarze Streifen. Die Körperfarbe von Jungtieren ist fast grau, mit einem braunen Gittermuster, ähnlich der kleineren, giftigen Mamushi. Die Iris ist schwärzlich und die Pupille rund.
Die Insel-Kletternattern sind dagegen ungefährlich, da sie ungiftig sind und nur angreifen, wenn sie sich bedroht fühlen.
Die Schlangen kommen in zahlreichen Lebensräumen vor, sowohl in den Bergen als auch in ebenen Gebieten, Wäldern und in der Nähe von Flussbetten. Die Insel-Kletternattern können auch schwimmen und sind teilweise baumbewohnend. Sie sind häufig in Grasflächen, bewohnten Gebieten wie Parks und Bewässerungsgräben zu beobachten. Sie erbeuten Vögel, ihre Eier und kleine Säugetiere sowie Eidechsen und Frösche. Die Fortpflanzungszeit ist von Mai bis Juni und die Weibchen legen im Juli bis August zwischen 3 und 17 Eier. Die Jungtiere schlüpfen nach etwa 50 Tagen.

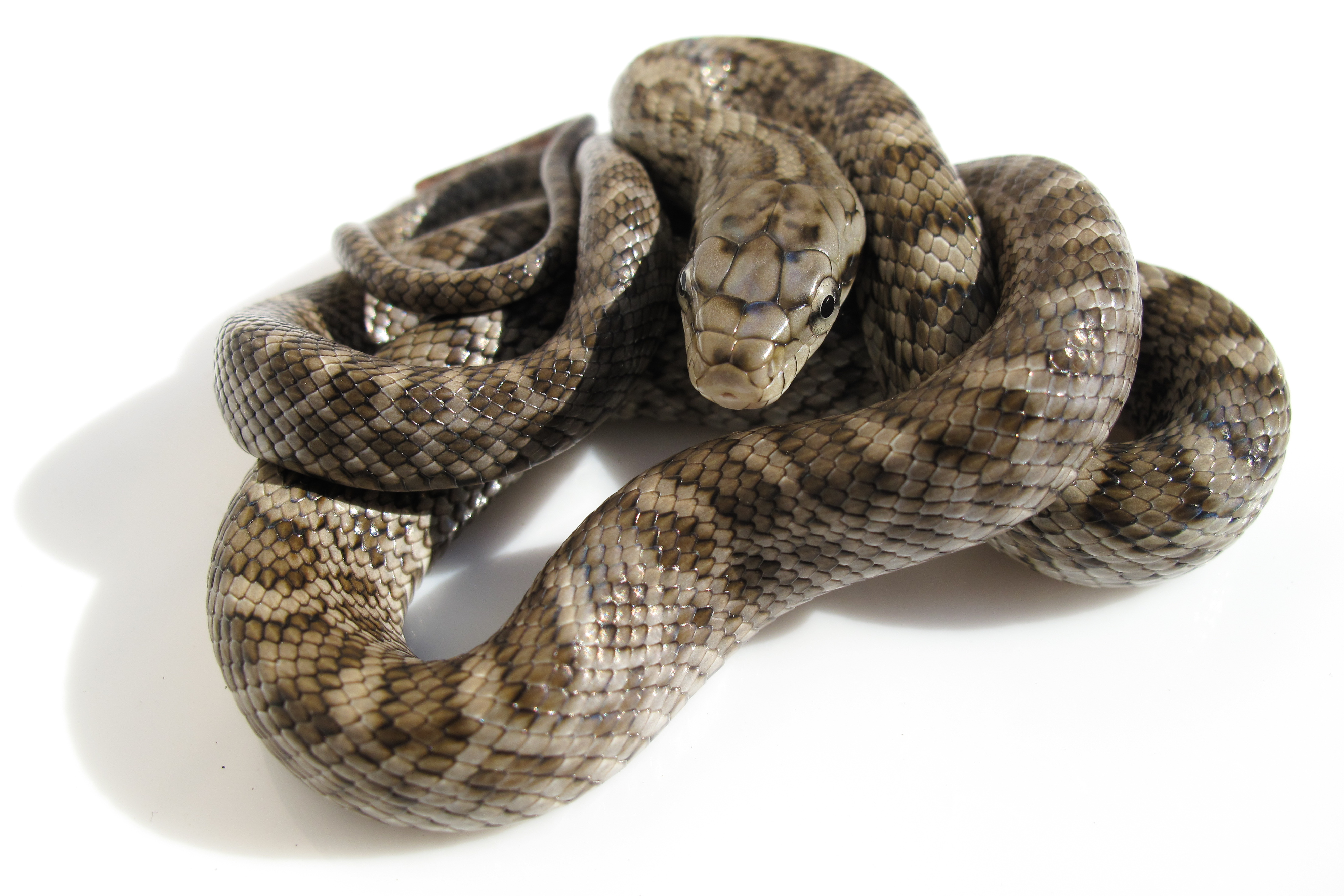
Jungtier mit graubraunem Muster
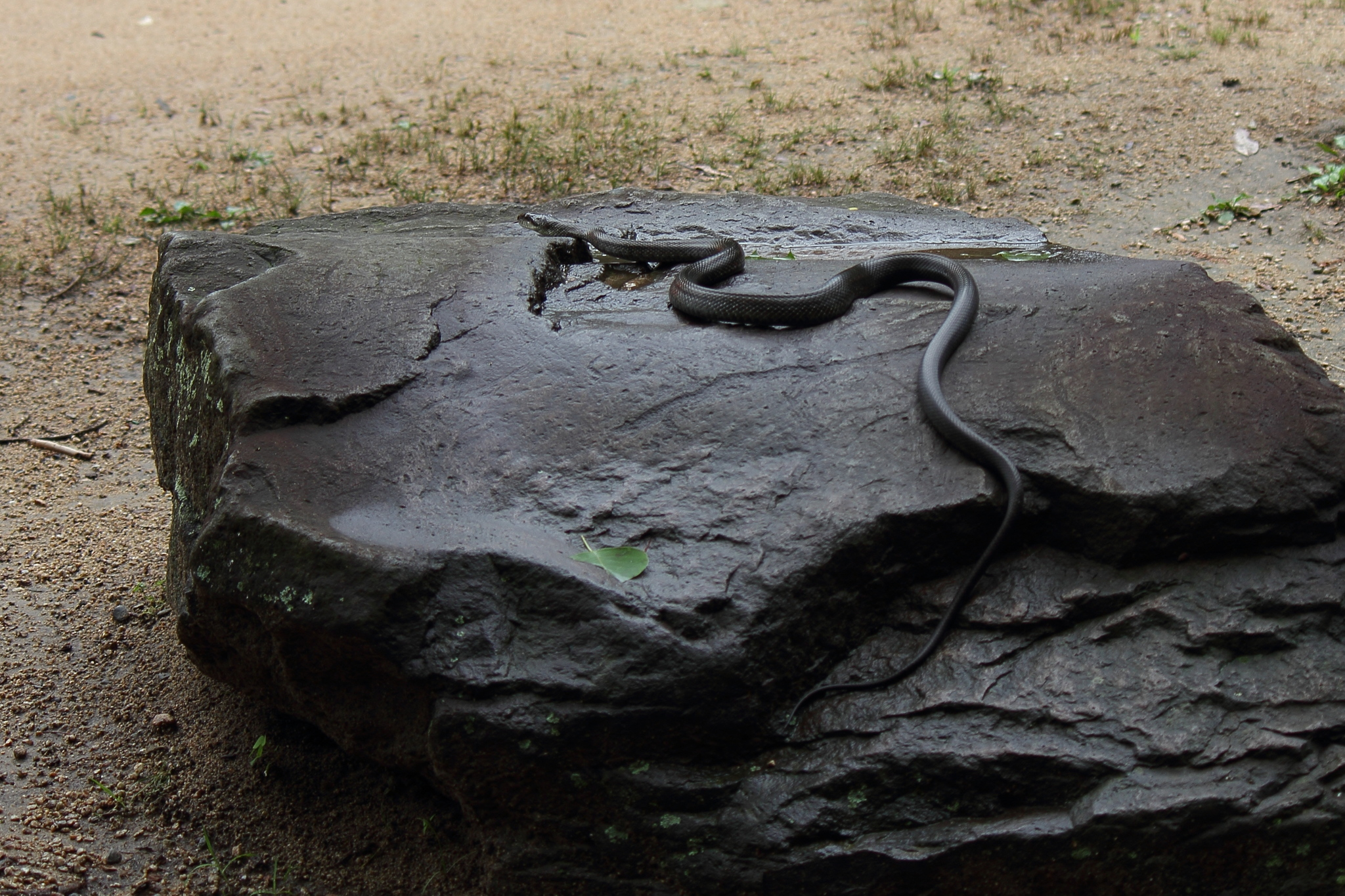
Auf Felsen
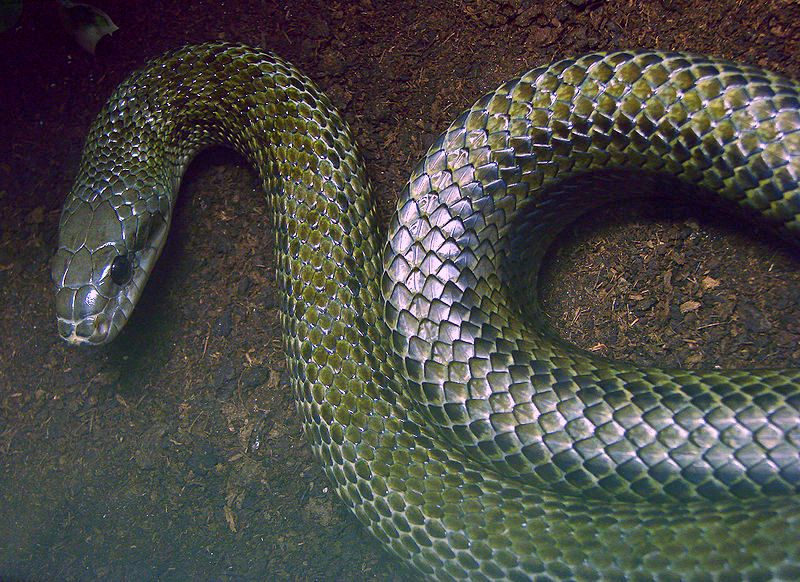
Kopf und Beschuppung einer Insel-Kletternatter
- Im Baum kopulierende Insel-Kletternattern, Ende Mai

## Taxonomie

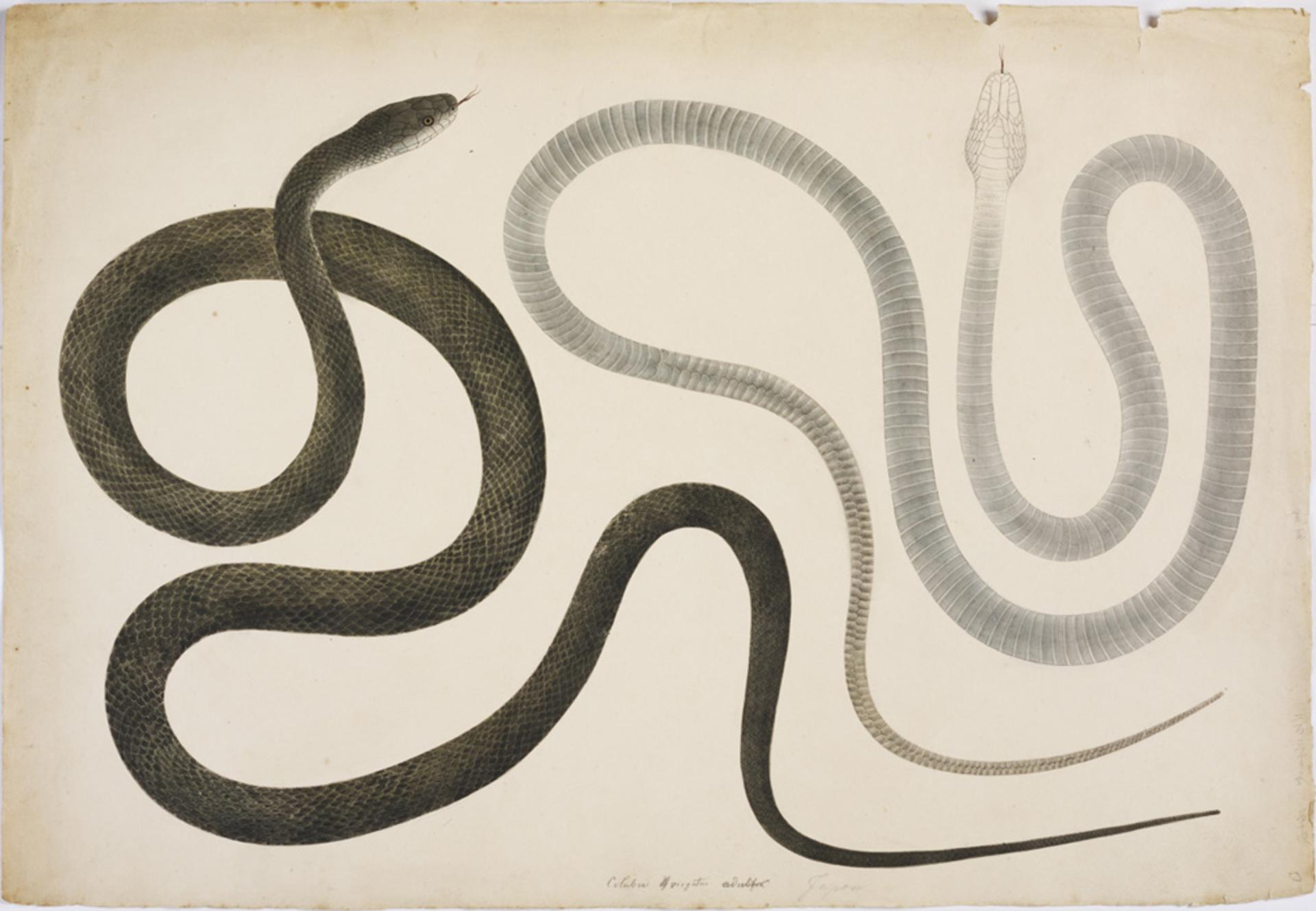
Aquarell-Zeichnung des deutschen Japanforschers Philipp Franz von Siebold, zwischen 1823 und 1829

Die Insel-Kletternatter ist eine Art aus der Gattung der Kletternattern (Elaphe), die Stand Dezember 2022 insgesamt 17 Arten enthält. Die Insel-Kletternatter wurde 1826 von dem deutschen Zoologen Heinrich Boie unter dem Taxon Coluber climacophorus wissenschaftlich erstbeschrieben.
Die in der Literatur verwendeten Synonyme sind zeitlich sortiert:
- Coluber climacophorus Boie, 1826[11]
- Coluber virgatus Schlegel, 1837 (nach Stejneger, 1907)[12][13]
- Coluber quadrivirgatus Temminck & Schlegel, 1837 (fehlerhaft nach Stejneger, 1907)[13]
- Elaphis virgatus Duméril, Bibron & Duméril, 1854[14]
- Coluber climacophorus Boulenger, 1894[15]
- Elaphe climacophora Stejneger, 1907[13]

Innerhalb der Art werden keine Unterarten unterschieden.

## Verbreitungsgeschichte
Die Art ist in Japan verbreitet. Sie findet sich dort auf allen vier Hauptinseln (Hokkaidō, Honshū, Shikoku, Kyūshū) sowie südlich von Kyūshū auf den Inseln Yakushima, Tanegashima, Tsushima und den Ryūkyū-Inseln. Nördlich Japans ist sie auf der zu den Kurilen gehörenden Insel Kunaschir verbreitet, die sowohl von Japan als auch von Russland beansprucht wird. Insel-Kletternattern wurden auf Höhen zwischen 0 und 2000 Metern beobachtet.
In den Küsten- und Inselregionen Japans hatten sowohl Klima- als auch Meeresspiegeländerungen während des Pleistozäns einen großen Einfluss auf die Populationen und Verbreitungsgebiete von Landtieren.
Nach phylogeographischen Untersuchungen der Insel-Kletternattern nahm die Populationsgröße der Art in Nordjapan während der Eiszeiten stark ab, sie überlebte jedoch zumindest die letzte Eiszeit selbst in Hokkaidō, dem nördlichsten Gebiet Japans. Im Südwesten Japans hingegen erweiterte sich zunächst das Verbreitungsgebiet der Insel-Kletternatter im frühen Stadium der letzten Eiszeit, als aufgrund des Meeresspiegelabfalls zusätzliche terrestrische Lebensräume entstanden. In der Folge schrumpfte jedoch die Populationszahl im Südwesten Japans wieder aufgrund des kühleren Klimas bis zum Höhepunkt der letzten Eiszeit.
So unterschied sich die historische Demographie von Insel-Kletternattern zwischen Nord- und Südwestjapan, wodurch sich die Art auch nach phylogenetischer Analyse in zwei Kladen aufteilen lässt.
Die erste ist in Hokkaidō, Honshū, Shikoku, im nördlichen Teil von Kyūshū und auf den Nachbarinseln verbreitet und die zweite ist auf Kyūshū und die Westspitze von Honshū beschränkt.

## Gefährdung
Die Insel-Kletternatter wurde 2017 von der IUCN als nicht gefährdet („Least Concern“) eingestuft, da sie in Japan weit verbreitet ist. Die Population auf der Insel Kunaschir ist jedoch rückläufig, zum einen durch den Verlust an Lebensraum und zum anderen aufgrund Europäischer Nerze, die 1985 eingeführt wurden.

## Weiße Schlangen von Iwakuni

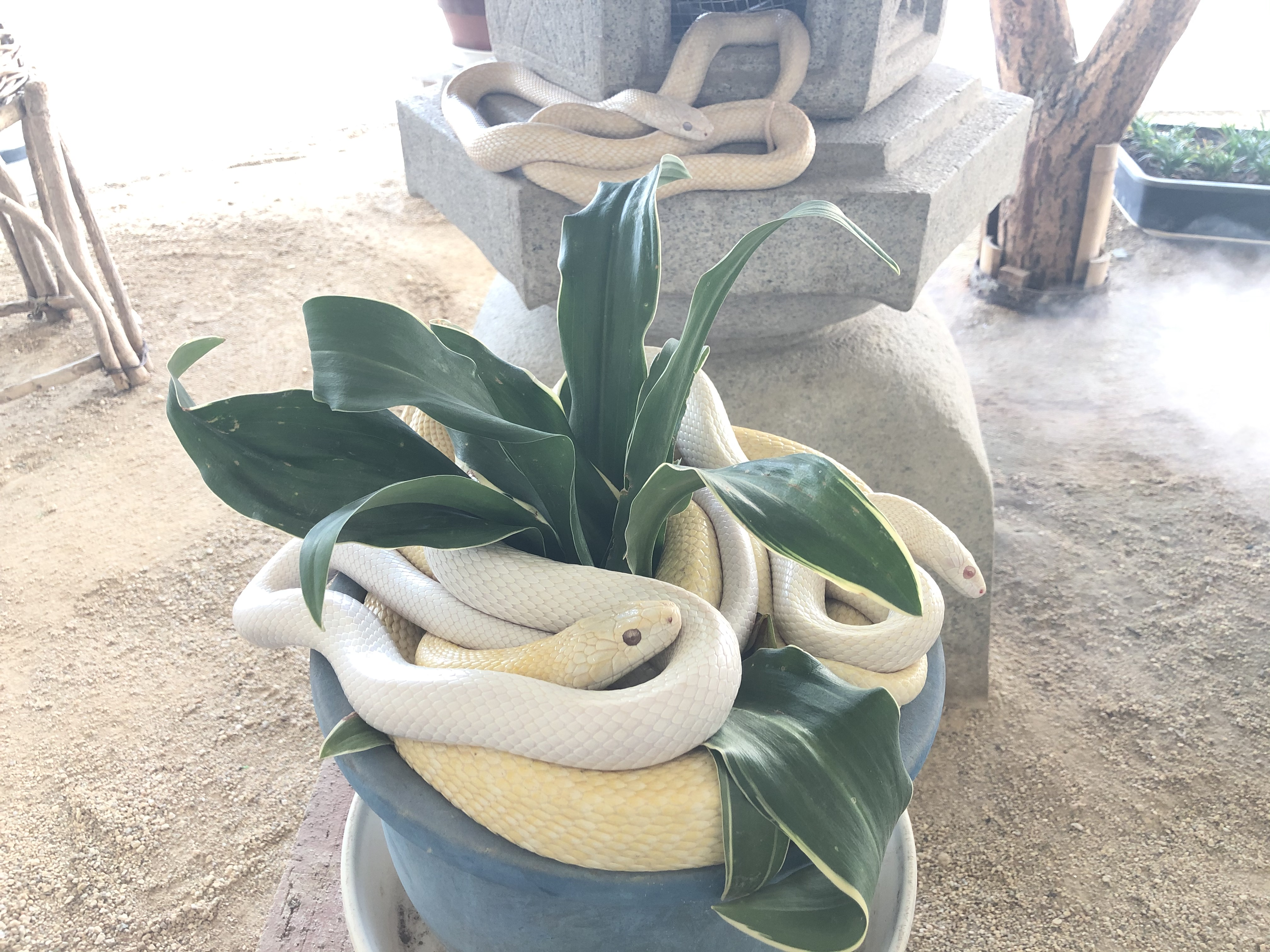
Weiße Insel-Kletternattern in Iwakuni

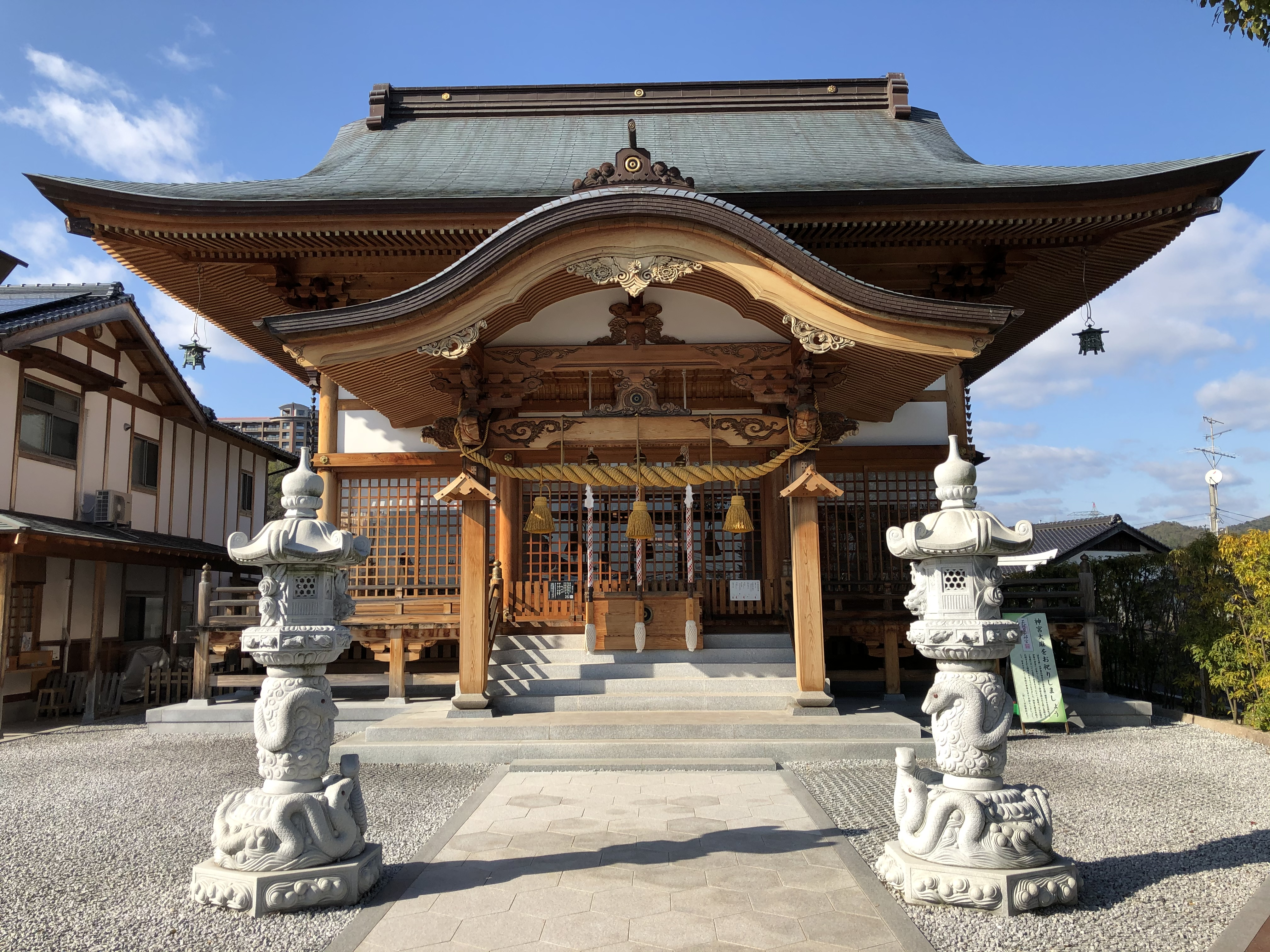
Shirohebi-Schrein in Iwakuni

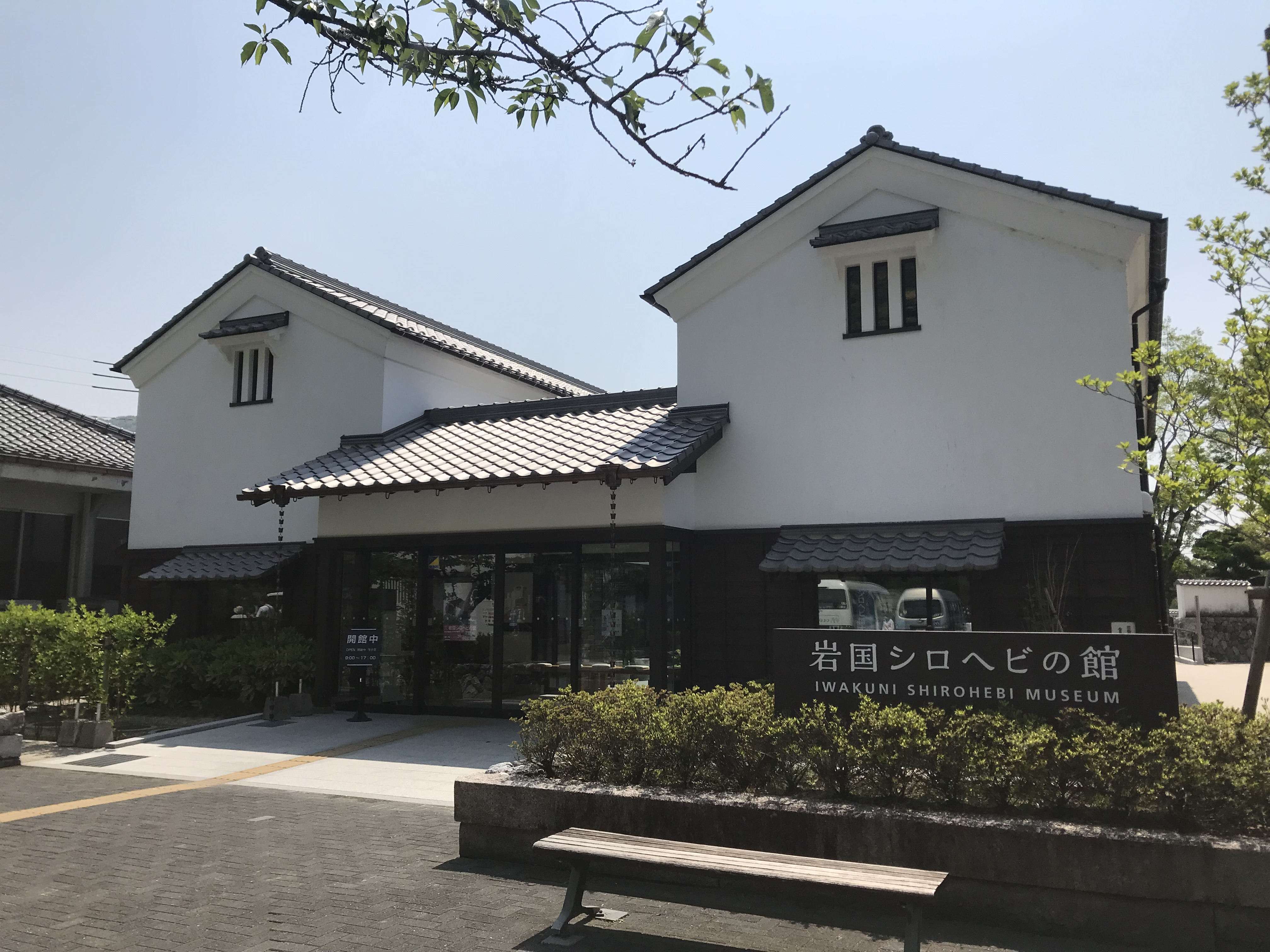
Iwakuni Shirohebi Museum

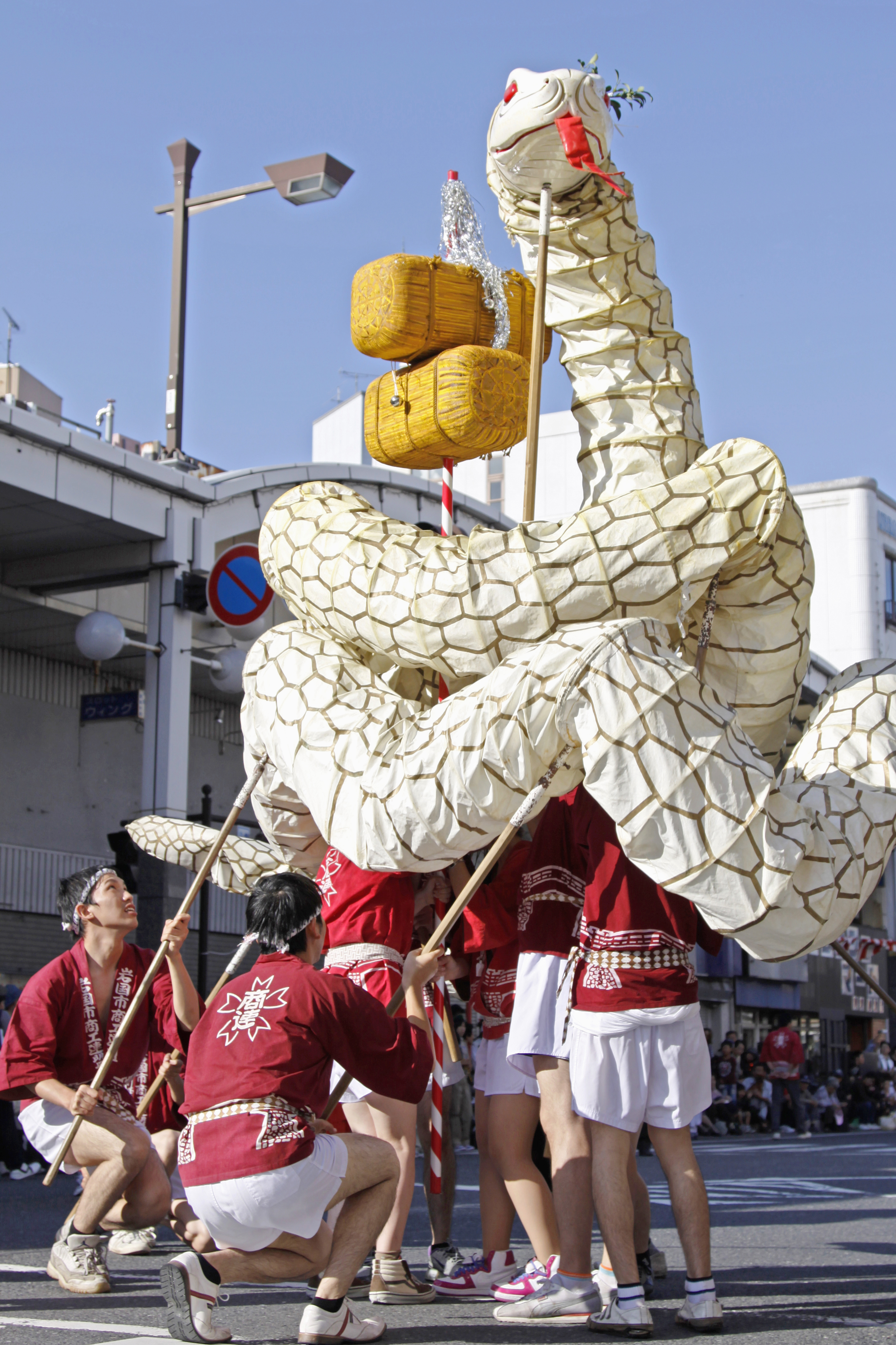
Festival-Teilnehmer lassen am 53. jährlichen Iwakuni-Festival eine Weiße Schlange zwei Reisbündel umschlängeln

In der Stadt Iwakuni in der Präfektur Yamaguchi gibt es eine Population von Insel-Kletternattern ohne Pigmentzellen (岩国のシロヘビ Iwakuni no Shirohebi), die mit glänzend weißen Schuppen bedeckt sind und rubinrote Augen aufweisen (Albinismus).
Es ist nicht genau bekannt, wann diese Mutation auftrat, jedoch wird angenommen, dass ihre Verbreitung mit dem Aufstieg des Reisanbaus während der Edo-Zeit zusammenhängt. Nach der Schlacht von Sekigahara vor etwa 400 Jahren förderte Kikkawa Hiroie, der nach Iwakuni versetzt wurde, den Reisanbau in der Region.
Die weiße Schlange wird geschichtlich erstmals in der „Iwamura-Chronik“ in der Mitte der Edo-Zeit (1738) erwähnt. Laut der Beschreibung wurde eine Schlange in der Nähe des Sengokuhara-Tors in Yokoyama gefangen. Die weiße Schlange soll zudem in der traditionellen chinesischen Medizin verwendet worden sein.
Eine Beschreibung findet sich auch in „Kyoho Masusukemuraki“, aus der Kyoho-Ära (1716–1735). Es gab demnach weiße Schlangen in den Dörfern Ganne (岸根村) und Rokuroshi (六呂師村), die „Tsuyu Zaemon“ (梅雨左衛門, „bei Regen auftretend“) genannt wurden, da sie an Regentagen oft auf Steinen gesehen wurden.
Laut „Nishikigawa Shi“, geschrieben 1862 am Ende des Tokugawa-Shogunats, lebten außerdem zwei weiße Schlangen in Yonekura in Imazu.
Aus diesen Tatsachen ist ersichtlich, dass die weißen Schlangen bereits mitten in der Edo-Zeit relativ häufig auftraten.
Die ungefährliche, rattenfressende, weiße Schlange wurde von den Menschen aufgrund ihres schönen und mysteriösen Aussehens als „Glücksbringende Schutzgottheit des Hauses“ und „Botschafter der Götter“ geschützt. Es wird vermutet, dass ihre Population dadurch zunahm.
Im Shintōismus teilen Schlangen viele mythologische Merkmale mit Drachen. Wie in der chinesischen Mythologie werden japanische Drachen mit Wasser in Verbindung gebracht und gelten als wohlwollend, gerecht und weise. Schlangen werden als Boten der Drachen in der Welt der Menschen verstanden. Dank ihrer Fähigkeit, ihre Haut ständig abzuwerfen und „wiedergeboren“ zu werden, sind sie in der japanischen Mythologie als Gestaltwandler bekannt und können in dieser Tausende von Jahren alt werden und zwischen der Unterwelt, dem Himmel und der menschlichen Welt wandeln.
Tatsächlich wird die Begegnung mit einer lebenden Schlange von Shintō-Anhängern als äußerst glückliches Omen angesehen, während die Begegnung mit einer toten Schlange als Zeichen kommenden Unglücks gilt.
Am 9. Dezember 1924 wurde das Verbreitungsgebiet der weißen Schlangen in Imazu, Marifu und stromabwärts des Nishiki-Flusses als nationales Naturdenkmal (国の天然記念) ausgewiesen. Am 4. August 1972 änderte sich dies und die weißen Schlangen selbst wurden von der japanischen Regierung als Naturdenkmal bezeichnet. Das Iwakuni Shirohebi Museum ist den weißen Schlangen gewidmet und der Shirohebi-Shintō-Schrein (白蛇神社) der Glücksgöttin Benzaiten, die als Behüterin des wirtschaftlichen Vermögens gilt und oft als weiße Schlange dargestellt wird.
In den letzten Jahren ist die Zahl der wilden weißen Schlangen aufgrund von Umweltveränderungen wie der Verstädterung von Lebensräumen zurückgegangen.
In der Stadt Iwakuni arbeiten der öffentliche und der private Sektor zusammen, um weiße Schlangen zu schützen. Sie werden in den Zuchtanlagen von Marifu, Imazu Tenjin, Asahimachi Daiichi, Asahimachi Daini und Ozu gezüchtet. Darüber hinaus ist das Fangen von wilden Schlangen verboten.